# 普羅蒂溫

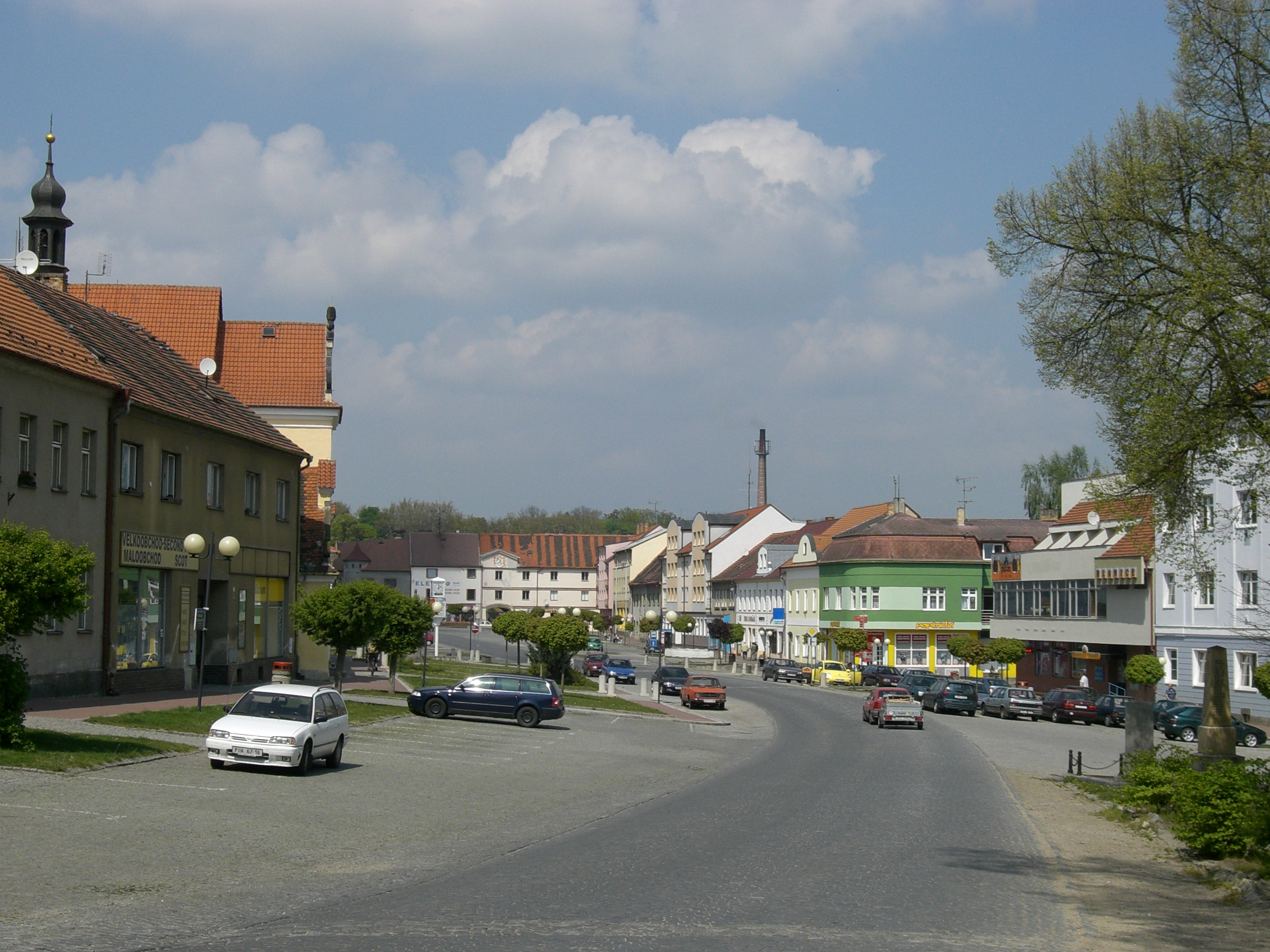

普羅蒂溫是捷克的城鎮，位於該國西南部布拉尼采河左岸，距離皮塞克13公里，由南摩拉維亞州負責管轄，面積61.37平方公里，海拔高度383米，2005年人口5,036。

## 外部連結
- Municipal website (in Czech) （页面存档备份，存于）